# LCP 배열
LCP배열 (Longest Common Prefix array, 최장 공통 접두사 배열)은 접미사 배열에서 이전 접미사와 공통되는 접두사의 길이를 저장한 배열이다.

## LCP 배열을 구현하는 알고리즘

### 나이브한 알고리즘
접미사 배열에서 인접한 두 접미사끼리 직접 비교한다. 한 쌍의 접미사에서 공통되는 접두사의 길이는 {\displaystyle {\mathcal {O}}(n)}에서 구할 수 있으므로 총 시간 복잡도는 {\displaystyle {\mathcal {O}}(n^{2})}가 된다.

### Kasai의 알고리즘
Kasai의 알고리즘은 접미사 배열이 사전순으로 정렬되어있다는 특성을 이용한 알고리즘이다. 이 알고리즘은 가장 긴 접미사(원본 문자열)부터 길이가 짧아지는 순서대로 접미사를 탐색하며 최장공통접두사의 길이를 구한다. 이 알고리즘의 핵심적인 생각은 현재 탐색하고 있는 접미사의 최장공통접두사 길이가 {\displaystyle k}라면 다음에 탐색하는 접미사의 최장공통접두사의 길이는 {\displaystyle k-1} 이상이라는 것이다. 이는 다음과 같이 증명할 수 있다.
1. 최장공통접두사의 길이가 0 이상이라는 것은 자명하므로 {\displaystyle k}가 0 또는 1인 경우에 대해서 성립한다.
2. 만약 {\displaystyle k}가 2 이상이면 다음과 같이 표현할 수 있다.
{\displaystyle S_{prev1}=c_{1}C_{2}D}
{\displaystyle S_{now1}=c_{1}C_{2}F}
이때 {\displaystyle S_{now1}}은 현재 탐색하고 있는 접미사이고, {\displaystyle S_{prev1}}은 접미사배열에서 자신의 이전 인덱스에 있는 접미사이다.
그리고 구성요소인 {\displaystyle c1}은 공통된 첫 문자, {\displaystyle C_{2}}는 첫 문자 뒤로 공통된 문자열, {\displaystyle D}와 {\displaystyle F}는 서로 다른 문자열이다. 또한 {\displaystyle C_{2}}의 길이는 {\displaystyle k-1}이 된다.
각 접미사에서 첫번째 문자를 뺀 문자열에는 {\displaystyle '}를 붙이기로 하자. 따라서 다음과 같다.
{\displaystyle {S'}_{prev1}=C_{2}D}
{\displaystyle {S'}_{now1}=C_{2}F}
이제 다음 탐색에서 최장공통접미사의 길이가 {\displaystyle k-1}이상이라는 것을 보일 것이다. 다음으로 탐색할 접미사 {\displaystyle S_{now2}}는 길이가 1만큼 짧아졌으므로
{\displaystyle S_{now2}={S'}_{now1}=C_{2}F}
이다.
이때 접미사 배열에서 다음과 같은 순서가 성립한다.
{\displaystyle {S'}_{prev1}=C_{2}D}
{\displaystyle {S}_{prev2}=C_{2}E}
{\displaystyle {S}_{now2}=C_{2}F}

{\displaystyle S_{now1}}과 {\displaystyle S_{prev1}}는 사전순으로 정렬되어있었으므로, 첫번째 문자를 뺀 {\displaystyle {S'}_{now1}}과 {\displaystyle {S'}_{prev1}}에 대해서도 순서관계가 성립하게 된다.
즉, 항상 {\displaystyle {S'}_{prev1}}는 {\displaystyle {S'}_{now1}}보다 앞선 인덱스에 있게 된다.
또한 {\displaystyle {S'}_{prev1}}의 인덱스는 항상 {\displaystyle {S'}_{now1}=S_{now2}}의 인덱스{\displaystyle -1}보다 작으므로 {\displaystyle S_{prev2}}는 항상 {\displaystyle S_{now2}}와 {\displaystyle {S'}_{prev1}} 사이에 있게 된다.
이때, 접미사 배열은 모든 접미사에 대해 사전순으로 정렬된 배열이기 때문에 {\displaystyle {S'}_{prev1}\leq S_{prev2}<S_{now2}}가 성립하므로 {\displaystyle S_{prev2}} 역시 {\displaystyle C_{2}}를 공통으로 가지게 된다.
즉, 최장공통접미사의 길이는 {\displaystyle C_{2}}의 길이인 {\displaystyle k-1}보다 길다.